# Браун, Дэвид (гребец)
Дэвид Престон «Дейв» Браун (англ. David Preston "Dave" Brown; 16 мая 1928, Уолнат-Крик, Калифорния — 14 августа 2004, Talent, Орегон) — американский гребец, выступавший за сборную США по академической гребле в конце 1940-х годов. Чемпион летних Олимпийских игр в Лондоне, победитель и призёр многих студенческих регат. Также известен как врач.

## Биография
Дэвид Браун родился 16 мая 1928 года в городе Уолнат-Крик, штат Калифорния.
Занимался академической греблей во время учёбы в Калифорнийском университете в Беркли, состоял в местной гребной команде «Калифорния Голден Бирс», неоднократно принимал участие в различных студенческих регатах, в частности в восьмёрках выигрывал чемпионат Межуниверситетской гребной ассоциации (IRA).
Наивысшего успеха в гребле на международном уровне добился в сезоне 1948 года, когда вошёл в основной состав американской национальной сборной и благодаря череде удачных выступлений удостоился права защищать честь страны на летних Олимпийских играх в Лондоне. В составе распашного экипажа-восьмёрки с рулевым в финале обошёл всех своих соперников, в том числе более чем на 10 секунд опередил ближайших преследователей из Великобритании, и тем самым завоевал золотую олимпийскую медаль.
Получив степень младшего специалиста в Калифорнийском университете в Беркли, затем окончил медицинскую школу Стэнфордского университета в Пало-Алто.
Впоследствии стал практикующим врачом, специалистом по семейной медицине и неотложной медицинской помощи.
Умер 14 августа 2004 года в Таленте, штат Орегон, в возрасте 76 лет.